# Gatteo
Gatteo ist eine italienische Gemeinde (comune) mit 9416 Einwohnern (Stand 31. Dezember 2023) in der Provinz Forlì-Cesena, Region Emilia-Romagna.

## Geographie
Gatteo befindet sich etwa 90 km südöstlich der Stadt Bologna und etwa 30 km südöstlich von Forlì. Die Gemeinde hat eine Größe von 14,1 km². Gatteo grenzt an die folgenden Gemeinden Cesenatico, Gambettola, Longiano, Savignano sul Rubicone.
Die Gemeinde Gatteo wurde populär durch den zur Gemeinde gehörenden Badeort Gatteo a Mare, welcher etwa 3 km vom Zentrum Gatteos entfernt liegt.

## Söhne und Töchter der Gemeinde
- Battista Antonelli (1547–1616), Militäringenieur
- Giovanni Battista Antonelli (1527–1588), Militäringenieur
- Cristóbal de Roda Antonelli (1560–1631), Militäringenieur
- Raoul Casadei (1937–2021), Musiker

## Bilder

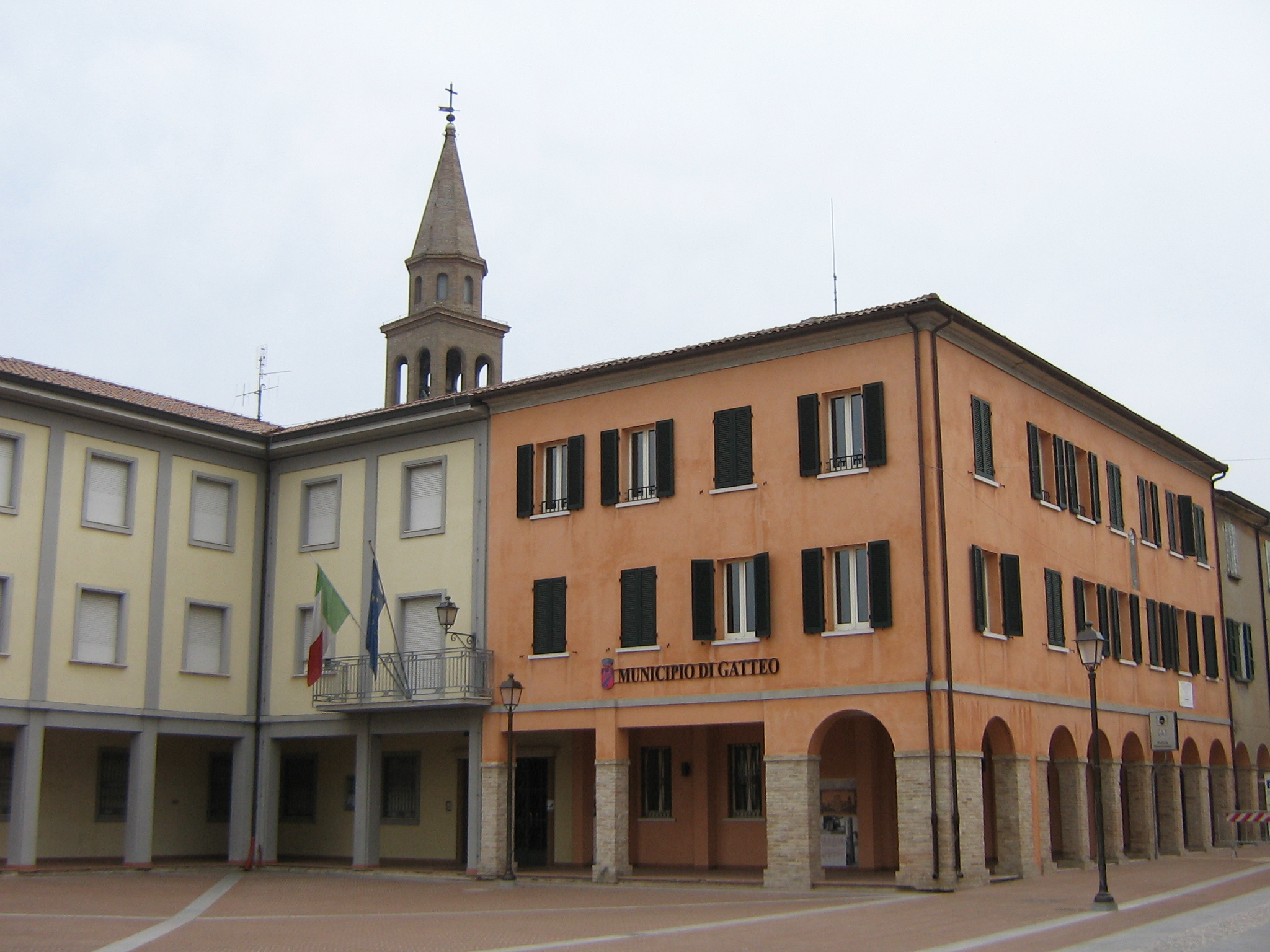
Rathaus
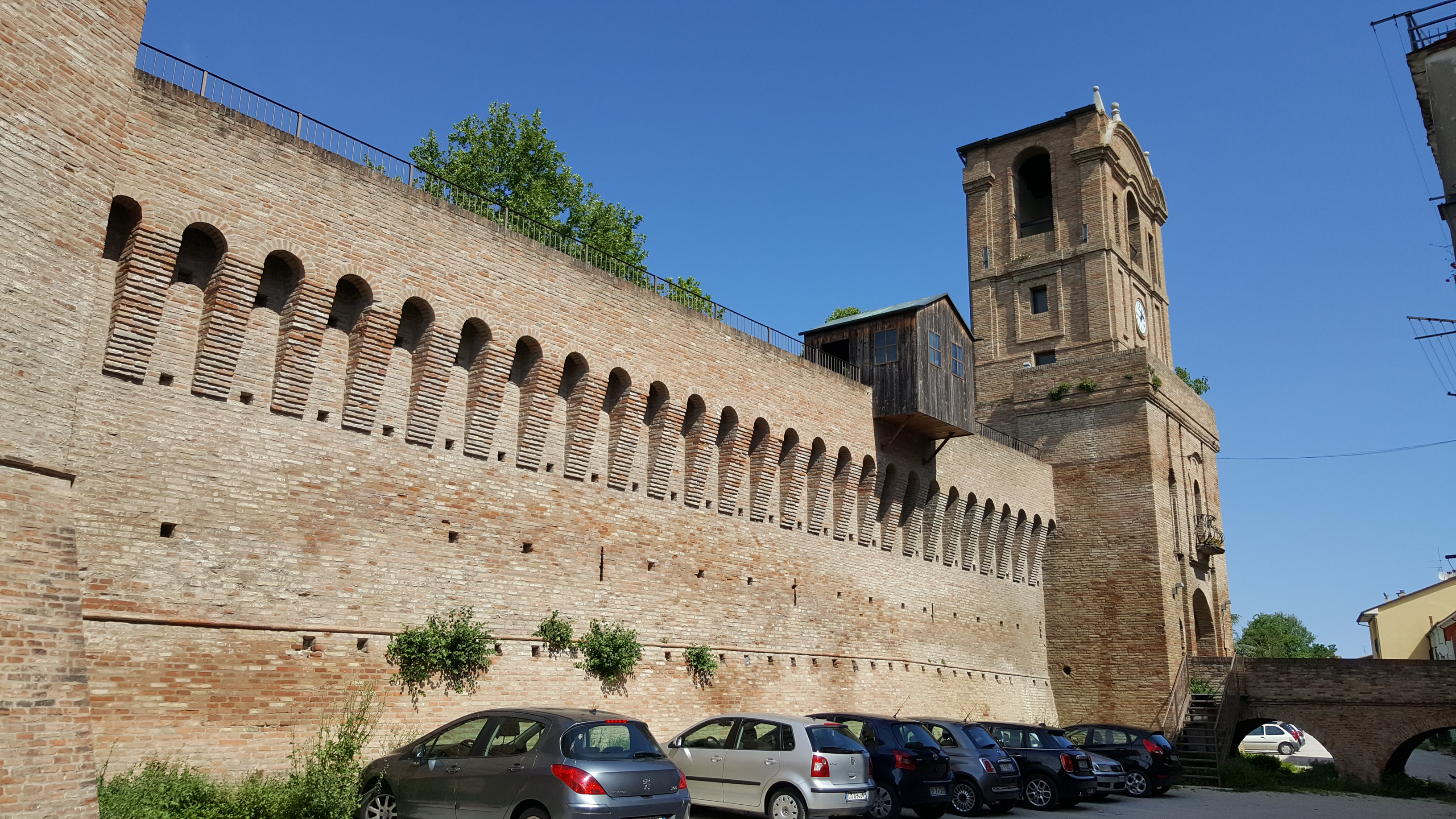
Castello Malatestiano
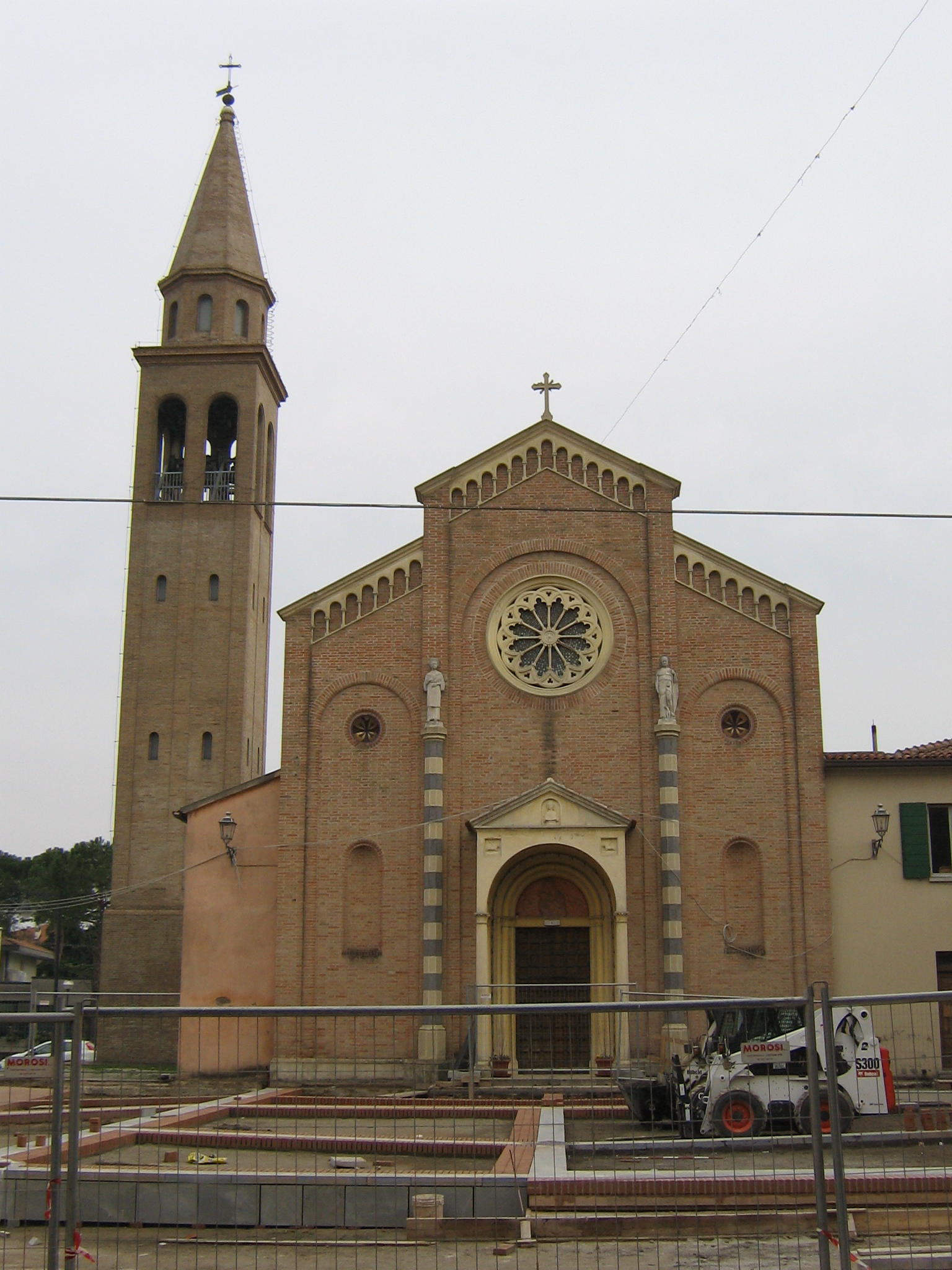
Pfarrkirche San Lorenzo
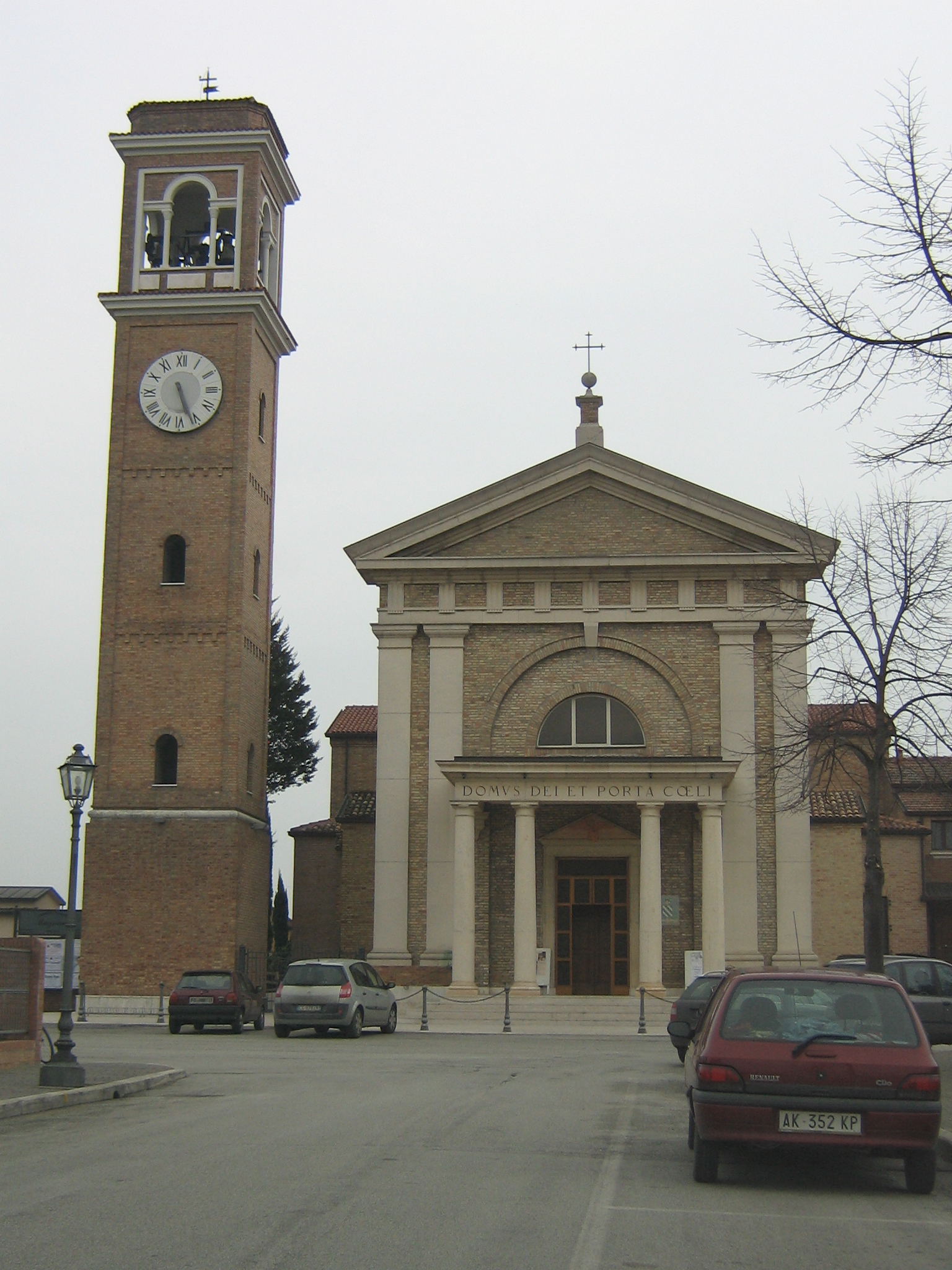
Kirche San Michele